# Golden Globe
Il Golden Globe (Golden Globe Award) è un premio statunitense riconosciuto annualmente ai migliori film e programmi televisivi della stagione. Insieme al premio Oscar (per il cinema) e al premio Emmy (per la televisione), è uno dei massimi riconoscimenti nel settore cinematografico e televisivo.
La consegna dei Golden Globe avviene solitamente con poco meno di due mesi di anticipo rispetto a quella degli Oscar, dei quali ha così, in un certo senso, una funzione anticipatrice. Istituiti nel 1944 per il cinema ed estesisi dal 1956 alla televisione, i Golden Globe sono assegnati da una giuria di circa novanta giornalisti della stampa estera iscritti all'HFPA (Hollywood Foreign Press Association).
Dal 2024, dopo lo scioglimento della Hollywood Foreign Press Association avvenuto nel 2023, il premio è organizzato dalla nuova Golden Globe Foundation.

## Premi per il cinema
Categorie aggiornate al 2025.

### Attuali
- Miglior film drammatico (Golden Globe Award for Best Motion Picture – Drama)
- Miglior film commedia o musicale (Golden Globe Award for Best Motion Picture – Musical or Comedy)
- Miglior regista (Golden Globe Award for Best Director)
- Miglior attore in un film drammatico (Golden Globe Award for Best Actor in a Motion Picture – Drama)
- Migliore attrice in un film drammatico (Golden Globe Award for Best Actress in a Motion Picture – Drama)
- Miglior attore in un film commedia o musicale (Golden Globe Award for Best Actor in a Motion Picture – Musical or Comedy)
- Migliore attrice in un film commedia o musicale (Golden Globe Award for Best Actress in a Motion Picture – Musical or Comedy)
- Miglior attore non protagonista (Golden Globe Award for Best Supporting Actor – Motion Picture)
- Migliore attrice non protagonista (Golden Globe Award for Best Supporting Actress – Motion Picture)
- Migliore sceneggiatura (Golden Globe Award for Best Screenplay)
- Migliore colonna sonora originale (Golden Globe Award for Best Original Score)
- Migliore canzone originale (Golden Globe Award for Best Original Song)
- Miglior film straniero (Golden Globe Award for Best Foreign Language Film)
- Miglior film d'animazione (Golden Globe Award for Best Animated Feature Film)
- Miglior risultato al cinema e al box office (Golden Globe Award for Cinematic and Box Office Achievement)

### Ritirati
- Miglior film promotore di Amicizia Internazionale (1946-1964)
- Miglior film commedia (1959-1963)
- Miglior film musicale (1959-1963)
- Miglior attore debuttante (1948-1983)
- Migliore attrice debuttante (1948-1983)
- Miglior interprete debuttante (1951; 1982)
- Miglior film straniero in lingua inglese (1957-1973)
- Miglior film straniero in lingua straniera (1957-1973)
- Migliore fotografia (1948-1955; 1963)
- Miglior documentario (1954; 1973-1977)

## Premi per la televisione
Categorie aggiornate al 2025.

### Attuali
- Miglior serie drammatica (Golden Globe Award for Best Television Series – Drama)
- Miglior serie commedia o musicale (Golden Globe Award for Best Television Series – Musical or Comedy)
- Miglior mini-serie o film per la televisione (Golden Globe Award for Best Limited or Anthology Series or Television Film)
- Miglior attore in una serie drammatica (Golden Globe Award for Best Actor – Television Series Drama)
- Miglior attrice in una serie drammatica (Golden Globe Award for Best Actress – Television Series Drama)
- Miglior attore in una serie commedia o musicale (Golden Globe Award for Best Actor – Television Series Musical or Comedy)
- Miglior attrice in una serie commedia o musicale (Golden Globe Award for Best Actress – Television Series Musical or Comedy)
- Miglior attore in una mini-serie o film per la televisione (Golden Globe Award for Best Actor – Miniseries or Television Film)
- Miglior attrice in una mini-serie o film per la televisione (Golden Globe Award for Best Actress – Miniseries or Television Film)
- Miglior attore non protagonista in una serie (Golden Globe Award for Best Supporting Actor – Series, Miniseries or Television Film)
- Miglior attrice non protagonista in una serie (Golden Globe Award for Best Supporting Actress – Series, Miniseries or Television Film)
- Golden Globe per la miglior stand-up comedy (Golden Globe Award for Best Performance in Stand-Up Comedy on Television)

### Ritirati
- Miglior regista o produttore televisivo (1963)
- Miglior attrice in una serie (1963)
- Miglior attore in una serie (1963)
- Miglior copertura internazionale d'informazione (1963)
- Miglior speciale TV (1973-1982)
- Miglior star televisiva femminile (1962-1969)
- Miglior star televisiva maschile (1962-1969)
- Miglior trasmissione televisiva (1956-1969)

## Premi onorari
Categorie aggiornate al 2025.

### Attuali
- Golden Globe alla carriera (Golden Globe Cecil B. DeMille Award)
- Golden Globe alla carriera televisiva (Golden Globe Carol Burnett Award)

### Ritirati
- Henrietta Award - Attore del mondo favorito (Henrietta Award (World Film Favorite – Female))
- Henrietta Award - Attrice del mondo favorita (Henrietta Award (World Film Favorite – Male))
- Golden Globe Speciale
- Samuel Goldwyn International Award
- Hollywood Citizenship Award